# Una breu història de gairebé tot
Una breu història de gairebé tot (A Short History of Nearly Everything) és un llibre de divulgació científica de Bill Bryson del 2003, en el qual explica algunes àrees de la ciència, utilitzant un estil de llenguatge més accessible per al públic en general que molts altres llibres dedicats al tema. Fou el llibre més venut de divulgació científica de 2005 al Regne Unit, se'n vengueren més de 300.000 còpies.
Una breu història es desvia del gènere popular de llibres de viatges de Bryson, i en lloc d'això descriu les ciències generals, com ara la química, la paleontologia, l'astronomia i la física de partícules. S'hi explora el temps des del big-bang fins al descobriment de la mecànica quàntica, passant per l'evolució i la geologia. Bryson hi narra la història de la ciència amb històries de la gent que va fer els descobriments, com Edwin Hubble, Isaac Newton i Albert Einstein.
A causa de l'èxit d'aquest llibre, el 2005 se'n feu una versió il·lustrada i, el 2008, Bryson n'escriví una versió adaptada per al públic infantil: A Really Short History of Nearly Everything (Una molt breu història de gairebé tot).

## Antecedents
Bill Bryson va escriure aquest llibre perquè no estava satisfet amb els seus coneixements científics, que eren minsos. Ell explica que la ciència era una matèria escolar inexplicada i llunyana. Els llibres de text i els professors no van encendre la passió pel coneixement en ell, principalment perquè mai es va aprofundir en els perquès, coms i quans.
| «                                                                               | Era com si [l'autor dels llibres de text] volgués mantenir en secret les coses bones fent que resultàs tot sòbriament insondable. | » |
| — Bryson, sobre l'estat dels llibres de la ciència utilitzats en la seva escola | |   |

## Contingut
Bryson descriu gràficament i en termes planers tant la grandària de l'univers com la dels àtoms i les partícules subatòmiques. A continuació, explora la història de la geologia i la biologia, i ressegueix la història de la vida des de la seva primera aparició fins als humans moderns d'avui en dia, posant èmfasi en el desenvolupament d'Homo sapiens modern.
Després es planteja la possibilitat que la Terra sigui colpejada per un meteorit, i reflexiona sobre la capacitat humana de veure'l abans que impacti amb la Terra, i els danys que aquest esdeveniment causaria. També se centra en alguns dels desastres més destructius recents d'origen volcànic en la història del nostre planeta, incloent-hi l'erupció del Krakatoa i el Parc Nacional de Yellowstone.
El llibre també relata històries divertides sobre els científics que protagonitzaren els descobriments i els seus comportaments de vegades excèntrics. Bryson també parla sobre les teories científiques modernes sobre els efectes humans sobre el clima de la Terra, i de la magnitud dels desastres naturals com ara terratrèmols, volcans, tsunamis, huracans i les extincions massives causades per alguns d'aquests esdeveniments.

## Crítica i premis
El llibre va rebre moltes crítiques favorables en el seu llançament, encara que alguns crítics han suggerit que conté alguns errors, com quan Bryson compta el nombre de cèl·lules del cos humà. El 2004, aquest llibre va guanyar el Premi Aventis al millor llibre de divulgació científica. Bryson més tard va donar el premi de 10.000 lliures esterlines a l'hospital infantil Great Ormond Street Hospital. El 2005, el llibre va guanyar el Premi Descartes de la UE per a la comunicació de la ciència. Va ser seleccionat per al Premi Samuel Johnson el mateix any.

## Influència
La cantant Amanda Palmer, que ha declarat la seva estima pel llibre, el va utilitzar com a inspiració per a la primera i la darrera cançó del disc del seu debut en solitari Who Killed Amanda Palmer, Astronaut: A Short History of Nearly Nothing i Another Year: A Short History of Almost Something. També ha declarat que va usar diverses cites del llibre per a fer-ne les lletres.